# Ксенотим-(Gd)
Ксенотим-(Gd) — рідкісноземельний мінерал з класу фосфатів, Gd-домінантний член групи ксенотиму. Визнаний чинним мінеральним видом у 2023 році, очікує на публікацію.
Домінування гадолінію дуже рідкісне серед мінералів. Єдиними відомими на сьогодні мінералами з незамінним гадолінієм у складі є ще монацит-(Gd) і леперсоніт-(Gd).
Типова місцевість — уранове родовище «Зимна Вода», Праковце, округ Ґаланта Трнавського краю Словаччини.
Типовий матеріал зберігається в колекціях Музе. природознавства Словацького національного музею, каталожний номер M20412.

## Властивості
Мінерал має спрощену хімічну формулу Gd(PO4).
Кристалічна система — тетрагональна. Просторова група I41/amd.